# Lourdes Guillén Cruz
Lourdes Guillen Cruz (ur. 20 czerwca 1980 w Sewilli) – hiszpańska wioślarka.

## Osiągnięcia
- Mistrzostwa Świata Juniorów – Hazewinkel 1997 – czwórka podwójna – 6. miejsce[1].
- Mistrzostwa Świata Juniorów – Linz 1998 – czwórka podwójna – 10. miejsce[1].
- Mistrzostwa Świata – Zagrzeb 2000 – dwójka bez sternika wagi lekkiej – 6. miejsce[1].
- Mistrzostwa Świata – Lucerna 2001 – czwórka podwójna wagi lekkiej – 5. miejsce[1].
- Mistrzostwa Świata – Sewilla 2002 – czwórka podwójna wagi lekkiej – 4. miejsce[1].
- Mistrzostwa Świata – Mediolan 2003 – jedynka wagi lekkiej – 4. miejsce[1].
- Mistrzostwa Świata – Gifu 2005 – dwójka podwójna wagi lekkiej – 11. miejsce[1].
- Mistrzostwa Świata – Eton 2006 – dwójka podwójna wagi lekkiej – 11. miejsce[1].
- Mistrzostwa Świata – Monachium 2007 – jedynka wagi lekkiej – 14. miejsce[1].
- Mistrzostwa Europy – Brześć 2009 – dwójka podwójna wagi lekkiej – 7. miejsce[1].